# Жупа (Трбовлє)
Жу́па (словен. Župa) — поселення в общині Трбовлє, Засавський регіон, Словенія. Висота над рівнем моря: 759,9 м.